# Nine - Ahop beon-ui sigan-yeohaeng
Nine - Ahop beon-ui sigan-yeohaeng (hangeul: 나인: 아홉 번의 시간여행, lett. Nove - Viaggiare nel tempo nove volte; titolo internazionale Nine: Nine Time Travels, conosciuto anche come Nine: Time Traveling Nine Times) è una serie televisiva sudcoreana trasmessa su tvN dall'11 marzo al 14 maggio 2013.
Il 25 ottobre 2013 la ABC ha iniziato lo sviluppo di un remake statunitense, i cui diritti sono stati acquistati da Yunjin Kim e Fake Empire Productions.

## Trama
Park Sun-woo trova nove bastoncini d'incenso magico che gli permettono di tornare indietro nel passato di venti anni. L'uomo decide di tentare di mettere al sicuro la sua famiglia per cambiare il mondo in cui vive nel presente, ma le sue azioni hanno delle conseguenze, influenzando la vita di molte persone, compresa la sua.

## Personaggi
2012
- Park Sun-woo, interpretato da Lee Jin-wook e Park Hyung-sik (nel 1992).
- Joo Min-young, interpretata da Jo Yoon-hee e Jo Min-ah (nel 1992).
- Park Jung-woo, interpretato da Jeon No-min e Seo Woo-jin (nel 1992).
- Son Myung-hee, interpretata da Kim Hee-ryung e Jin Ye-sol (a 20 anni).
- Choi Jin-chul, interpretato da Jung Yong-hwan e Seo Dong-won (a 22 anni).
- Kim Yoo-jin, interpretata da Lee Eun-kyung e Ga Deuk-hee (nel 1992).
- Oh Chul-min, interpretato da Uhm Hyo-sup.
- Han Young-hoon, interpretato da Lee Seung-joon.
- Kim Beom-seok, interpretato da Yeon Je-wook.
- Kang Seo-joon, interpretato da Oh Min-seok.
- Lee Joo-hee, interpretata da Park Gri-na.
- Sung Eun-joo, interpretata da Yoo Se-rye e Park Moon-ah (nel 1992).
- Sang-beom, interpretato da Lee Joon-hyuk.
- Young-soo, interpretato da Lee Shi-woo.
- Joo Sung-hoon, interpretato da Lee Han-wi.

1992
- Park Chun-soo, interpretato da Jeon Guk-hwan.
- Han Young-hoon, interpretata da Lee Yi-kyung.
- Han So-ra, interpretata da Na Hae-ryung.
- Park Chang-min, interpretato da Kim Won-hae.

## Colonna sonora
1. Nine Title (나인 Title)
2. Nine Scents (아홉 개의 향) – Lee Ji-hye
3. Because It's You (그대라서) – Kim Yun-woo
4. Oh Please (오 제발) – Natthew
5. Just a Little Bit (그냥 조금) – Urban Zakapa
6. Sob Story (눈물나는 얘기) – Youme
7. Time Travel (시간여행)
8. Nine Scents (Acoustic Ver.) (아홉 개의 향 (Acoustic Ver.)) – Lee Ji-hye
9. Because It's You (strumentale) (그대라서)
10. Oh Please (strumentale) (오 제발)
11. Just a Little Bit (strumentale) (그냥 조금)
12. Sob Story (strumentale) (눈물나는 얘기)
13. In the Eyes (Love Theme) (눈빛으로 (Love Theme))
14. Himalaya (히말라야)

## Riconoscimenti
| Anno | Premio                  | Categoria                               | Ricevente                  | Risultato       |
| ---- | ----------------------- | --------------------------------------- | -------------------------- | --------------- |
| 2013 | Mnet 20's Choice Awards | Stella in un drama - uomo               | Lee Jin-wook               | Vincitore/trice |
| 2013 | Korea Drama Awards      | Gran premio                             | Lee Jin-wook               | Candidato/a     |
| 2013 | Korea Drama Awards      | Premio alla massima eccellenza, attrice | Jo Yoon-hee                | Vincitore/trice |
| 2013 | Korea Drama Awards      | Miglior regista di produzione           | Kim Byung-soo              | Candidato/a     |
| 2013 | Korea Drama Awards      | Premio miglior coppia                   | Lee Jin-wook e Jo Yoon-hee | Candidato/a     |
| 2013 | APAN Star Awards        | Premio all'eccellenza, attore           | Lee Jin-wook               | Candidato/a     |
| 2013 | APAN Star Awards        | Miglior regista di produzione           | Kim Byung-soo              | Vincitore/trice |
| 2014 | Baeksang Arts Awards    | Attore più popolare (TV)                | Lee Jin-wook               | Candidato/a     |

## Distribuzioni internazionali
| Paese     | Canale/i      | Prima TV                     | Titolo adottato |
| --------- | ------------- | ---------------------------- | --------------- |
| Hong Kong | Drama Channel | 16 settembre-10 ottobre 2013 | 九回時間旅行    |
| Taiwan    | Channel M     | 8 settembre-11 novembre 2014 | 九回時空旅行    |